# Menemerus semilimbatus
Menemerus semilimbatus Hahn, 1829, è un ragno appartenente alla famiglia Salticidae e al genere Menemerus.

## Descrizione
È un ragno piuttosto piccolo, delle dimensioni che variano dai 6,5 agli 8,4 mm, con i maschi più piccoli rispetto alle femmine. Sono ricoperti da un folto strato di peli corti, e hanno il dorso appiattito. I palpi sono ricoperti da uno strato denso di peli bianchi nelle femmine, mentre sono neri con la punta bianca nei maschi. Il carapace è caratterizzato da una lunga fascia laterale biancastra, e da una macchia bianca triangolare al centro. Gli occhi sono grandi e rivolti in avanti. Le zampe sono di colore marrone chiaro con anelli e macchie più scure, mentre l'addome è dorsalmente giallastro o grigiastro, con un motivo caratterizzato da numerosi segni luminosi a forma di V. Le femmine mostrano una tacca sul bordo posteriore dell'epigino e due depressioni ovali nella metà anteriore.

## Distribuzione e habitat
È una specie mediterranea, distribuita in buona parte dell'Europa, in Asia meridionale e in Africa. È stato anche rilevato in Argentina, Cile, Ecuador e America. È molto diffuso anche in Italia.
Essendo un ragno molto sinantropico, preferisce vivere nelle zone abitate, nei giardini oppure proprio all'interno delle abitazioni e all'esterno. È consuetudine vederli principalmente sui muri, dove attaccano le loro prede.